# 越後金丸站
越後金丸站（日语：／ Echigo-Kanamaru eki */?）是位於新潟縣岩船郡關川村大字金丸，東日本旅客鐵道（JR東日本）的米坂線車站。此站是新潟縣最東邊的鐵路車站。

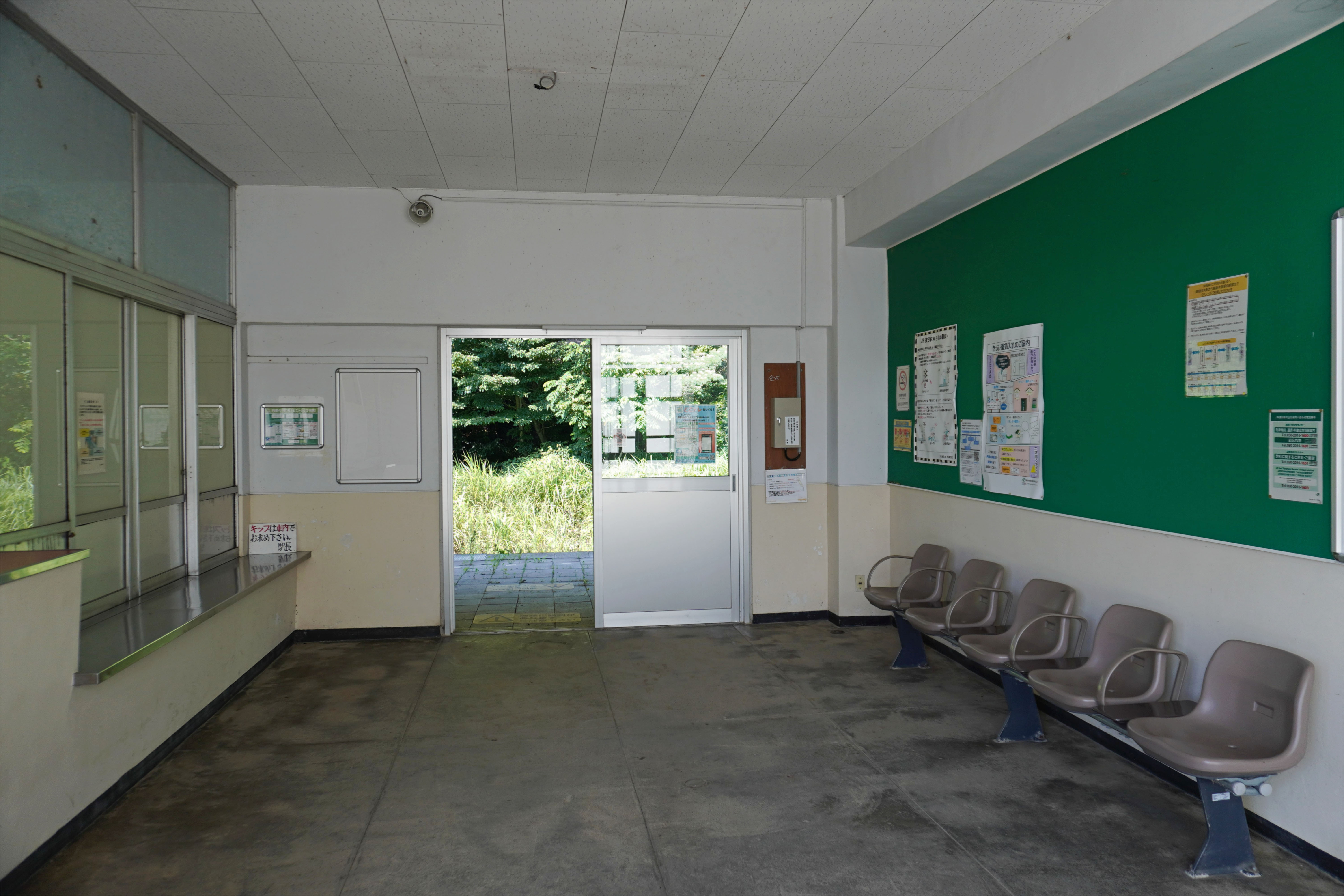
車站內部（2023年7月）

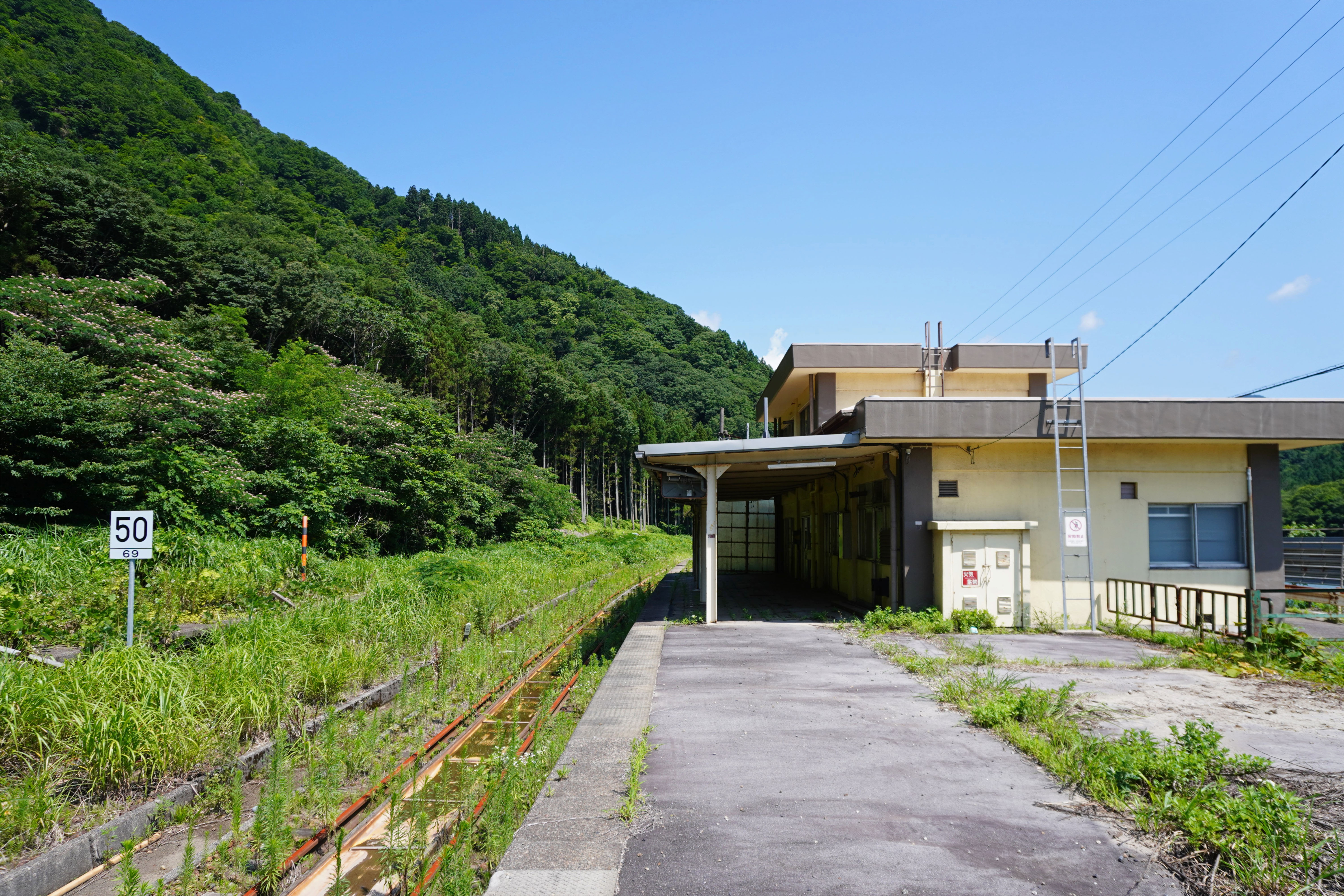
月台（2023年7月）

## 歷史
- 1933年11月30日：米坂西線越後下關至此站開業，此站啟用。為一般車站[1]。
- 1936年8月31日：小國至此站之間開通，米坂西線編入至米坂線。米坂線全線開通。
- 1939年2月8日：在下午4時半發生大型雪崩，使車站造成損毀[2]。
- 1978年6月15日：終止貨物起卸業務。
- 1983年2月28日：終止行李起卸業務。
- 1987年4月1日：隨國鐵分割民營化，車站由東日本旅客鐵道（JR東日本）營運。
- 2016年12月10日：月台由2面2線的相對式月台變成1面1線，2號月台停止使用。

## 車站構造
本站為地面車站，設有1面1線的單式月台。此站曾設有2面2線的相對式月台，各月台之間設有跨線橋連接。在2016年12月9日，車站前後的轉轍器停止運作，使2號月台（前坂町方向月台）停止使用。在2017年度，跨線橋、信號機與轉轍器均撤走。
此站是由小國站管理的無人車站。在車站內還設有在有人車站時代的小型行李寄存櫃臺。在候車室內設有行車資訊和旅客需知告示板。

### 月台
| 月台 | 路線    | 上下行 | 方向           |
| ---- | ------- | ------ | -------------- |
| 1    | ■米坂線 | 上行   | 今泉、米澤方向 |
| 1    | ■米坂線 | 下行   | 坂町方向       |

## 車站周邊
車站前設有荒川河畔，在河畔前設有國道113號通過。金丸地周的村落位於車站以南500米處，車站周邊沒有民居。

## 相鄰車站
東日本旅客鐵道（JR東日本）
■米坂線
□快速「紅花」、■普通
小國－*玉川口－越後金丸－越後片貝
*刪除線代表車站已停用

## 注腳
1. ↑  日本《官報》第2071號「鐵道省告示第546號」，1933年11月25日：第642頁。
2. ↑  昭和14年2月11日讀賣新聞新潟讀賣
3. 1 2  . 東日本旅客鉄道.   [2019-08-20]. （原始内容存档于2019-08-19） （日语）.

## 外部連結
- 車站資訊（越後金丸）：東日本旅客鐵道（日語）